# Plethodontohyla inguinalis
Plethodontohyla inguinalis är en groddjursart som beskrevs av George Albert Boulenger 1882. Plethodontohyla inguinalis ingår i släktet Plethodontohyla och familjen Microhylidae. IUCN kategoriserar arten globalt som livskraftig. Inga underarter finns listade i Catalogue of Life.